# Californication (singel)
Californication – ballada rockowa zespołu Red Hot Chili Peppers, wydana jako czwarty singiel z płyty Californication. Został wydany w 1999 roku, plasując się na 61. miejscu na amerykańskiej liście Billboard Hot 100, a w Wielkiej Brytanii na pozycji 16. W Polsce utwór dotarł na szczyt Listy Przebojów „Trójki”.
Piosenka jest uznawana za nieoficjalny hymn Hollywood; opowiada ona o jego ciemnych stronach i jego wpływie na światową kulturę i sztukę.

## Lista utworów
CD 1
1. „Californication” (Album Version) – 5:21
2. „I Could Have Lied (Live)” – 4:26 (wersja pojawia się także na 2. dysku singla)
3. „End Of Show Brisbane (Live)” – 8:11

CD 2
1. „Californication” (Album Version)
2. „I Could Have Lied (Live)”
3. „End Of State College (Live)”